# Mario Bunge

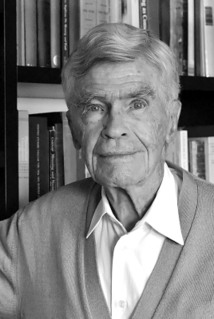
Mario Bunge (2007)

Mario Augusto Bunge (* 21. September 1919 in Buenos Aires; † 24. Februar 2020 in Montreal, Québec, Kanada) war ein argentinischer Philosoph und Physiker.

## Leben
Mario Bunge studierte Physik und promovierte 1952 an der Universidad Nacional de La Plata. 1956 wurde er Professor für theoretische Physik, zuerst in La Plata, dann von 1957 bis 1966 in Buenos Aires. Seit 1966 lehrte er als Professor für Logik und Metaphysik an der McGill-Universität in Montreal in der kanadischen Provinz Québec. 2009 zog er sich von der Lehre zurück.
Bunge war Mitglied zahlreicher wissenschaftlicher Gesellschaften und erhielt 19 Ehrendoktorate.

## Werk
Ursprünglich von der Physik ausgehend hat Bunge sich in seinen zahlreichen Publikationen (mehr als 50 Bücher, über 500 Aufsätze) mit nahezu allen philosophischen Fragen beschäftigt und ein umfassendes philosophisches Weltbild entwickelt. Sein Hauptwerk ist der achtbändige  Treatise on Basic Philosophy. (1974–1989). Ins Deutsche übersetzt wurden bislang nicht die Bände des Hauptwerks, sondern sechs andere Bücher, die sich mit erkenntnistheoretischen und ontologischen Themen befassen. Eine zusammenfassende Darstellung seines Denkens enthält das (zusammen mit M. Mahner verfasste) Buch Über die Natur der Dinge (2004).
Mario Bunge gehört zum Umkreis des kritischen Rationalismus. In kritischer  Anknüpfung an Karl Popper verteidigt er in der Wissenschaftstheorie einen Realismus und Rationalismus, doch im Gegensatz zu Poppers pluralistischer Ontologie vertritt er einen Materialismus. Sein Denken wird von einem aufklärerischen Impuls getragen, das ihn immer wieder zu scharfen Kritiken und Polemiken an anderen philosophischen Konzeptionen führt. Politisch hat er sich als „linksliberal“ bezeichnet, in der Tradition der argentinischen Positivisten-Bewegung von José Ingenieros und John Stuart Mill.

## Philosophiekonzeption

Skizze des Bungeschen philosophischen Systems

Bunges Konzeption von Philosophie steht in der Tradition des Wiener Kreises und dessen Bemühen um eine wissenschaftliche Weltauffassung. Ähnlich wie Popper schätzt er den logischen Empirismus als wichtigen Beitrag zur  Verwissenschaftlichung der Philosophie und schließt sich dessen Kampf gegen metaphysische Spekulation und philosophisches Wunschdenken an. Doch zugleich kritisiert er, wiederum wie Popper, die Befangenheit des Wiener Kreises in der empiristischen Tradition, die er für dessen verfehltes Verständnis von wissenschaftlicher Erkenntnis verantwortlich macht. Indem klassischer Empirismus und Positivismus Erkenntnis als bloße „Synthese“ von Sinnesdaten verstehen, verkennen sie nach Bunge den konstruktiv-kreativen Aspekt wissenschaftlicher Theorien und verzichten, im Widerspruch zum Selbstverständnis der Wissenschaften, auf den erkenntnistheoretischen Realismus.
Auch die linguistische Wende der Philosophie, die der logische Empirismus im Anschluss an Ludwig Wittgenstein vollzogen hat, kritisiert Bunge in ähnlich scharfer Form wie Popper als eine Fehlentwicklung, da sie mit einer Abkehr von wissenschaftlichen Fragen und einer Hinwendung zu vergleichsweise unwichtigen Problemen des Sprachgebrauchs verbunden ist. Als Folge der Konzentration der Philosophie auf die Analyse der Sprache sieht Bunge eine zunehmende Entfremdung der Philosophie von den modernen Wissenschaften. Als wissenschafts- und realitätsfern kritisiert er etwa die in der Analytischen Philosophie geführten Debatten über „mögliche Welten“ und „kontrafaktische Aussagen“. Das Bemühen um eine logische Analyse von Begriffen, und zwar vor allem von wissenschaftlichen Begriffen, teilt Bunge dagegen mit Rudolf Carnap und Willard van Orman Quine, ja er macht extensiven Gebrauch vom modernen logisch-mathematischen Instrumentarium, um Probleme durch logische Formalisierung zu präzisieren und zu klären – eine Neigung, die der Lesbarkeit und Verständlichkeit seiner Schriften nicht immer zugutekommt.
Philosophie hat nach Bunge überall da ihren Platz, wo es um die grundlegenden Fragen und Voraussetzungen der Wissenschaften geht. Als Semantik und Wissenschaftstheorie (Epistemologie) befasst sie sich mit Fragen der Erkennbarkeit der Realität und als Ontologie thematisiert sie die Prinzipien der Realität selbst. Aufgabe der Ontologie ist es zunächst, in aristotelischem Geist, nach den allgemeinsten Merkmalen eines realen Gegenstands zu fragen, sodann analysiert sie die Voraussetzungen einzelner Wissenschaften wie Physik, Biologie und Psychologie, um zu klären, was Materie, Leben und Geist überhaupt sind. Ein grundlegendes philosophisches Thema sind schließlich auch die Normen menschlichen Handelns. Zu den philosophischen Grunddisziplinen, die in Bunges Treatise behandelt werden, gehört daher neben Semantik, Wissenschaftstheorie und Ontologie auch die Ethik.

## Wissenschaftstheorie
Die klassische Erkenntnistheorie des Empirismus hat nach Bunge das Wesen wissenschaftlicher Methode nicht richtig erfasst. Francis Bacons Auffassung von Induktion als wissenschaftlicher Methode, wonach die Wissenschaft mit Beobachtungen beginnt und dann (mittels induktiver Regeln) zu Verallgemeinerungen fortschreitet, missdeutet nach Bunge das tatsächliche wissenschaftliche Vorgehen, wie es seit Galilei mit der Formulierung von Hypothesen und ihrer anschließenden experimentellen Überprüfung praktiziert wird. Dass wissenschaftliche Hypothesen und Theorien durch Beobachtungen und Experimente überprüft werden, ist für Bunge selbstverständlich, doch betont er unter dem Einfluss der Einwände von Thomas S. Kuhn und Paul Feyerabend, dass die empirischen Daten keineswegs so einfach und eindeutig sind, wie Carnap und Popper vorausgesetzt haben.
Bunge wendet sich auch gegen frühere Versuche einer scharfen Unterscheidung zwischen Philosophie und Wissenschaft. So weist er mit Popper die von Wittgenstein und dem Wiener Kreis vertretene These von der Sinnlosigkeit der Metaphysik zurück, doch zugleich lehnt er auch Poppers Abgrenzung von Wissenschaft und Metaphysik durch das Kriterium der Falsifizierbarkeit ab. Bunge folgt hier eher Quine, wenn er Philosophie und Wissenschaft als sich zwei ergänzende, aber voneinander abhängige rationale Erkenntnisbemühungen versteht. Nur durch eine Kooperation von Wissenschaft und Philosophie lässt sich nach seiner Ansicht Erkenntnisfortschritt erzielen.
Gegen Poppers Abgrenzung von Wissenschaft und Metaphysik betont Bunge, dass Wissenschaftlichkeit nicht einfach mit Überprüfbarkeit gleichgesetzt werden darf. Offensichtlich falsche Theorien wie etwa die Astrologie sind zwar überprüfbar, aber als widerlegte Theorien können sie nicht den Status der Wissenschaftlichkeit beanspruchen.  Hypothesen und Theorien können vielmehr nur dann als wissenschaftlich gelten, wenn sie nicht nur überprüfbar sind, sondern auch mit unserem Wissen von der Welt insgesamt vereinbar sind. Überprüfbarkeit ist dabei nicht einfach identisch mit empirischer Kontrolle durch Beobachtungen und Experimente. Neben einer direkten empirischen Kontrolle gibt es auch eine indirekte empirische Kontrolle durch Prüfung der Kompatibilität einer Theorie mit gut bestätigten anderen wissenschaftlichen Theorien.
Die Anerkennung der Wissenschaftlichkeit als philosophischer Leitidee ist auch die Basis von Bunges Kritik an verfehlten wissenschaftlichen und philosophischen Konzeptionen.  Zu den Pseudowissenschaften, die er in ähnlich scharfer Form wie Popper attackiert, gehört die Psychoanalyse, die nach seiner Ansicht keine überprüfbaren Prognosen menschlichen Verhaltens liefert, sondern mit jedem möglichen Verhalten vereinbar ist. In scharfer Form kritisiert Bunge auch den neuen Relativismus, wie er etwa in der Postmoderne, aber auch bei Feyerabend zu finden ist.
Eine zentrale Rolle in Bunges Wissenschaftstheorie spielt seine Verteidigung des Realismus. Realismus ist ontologisch und erkenntnistheoretisch eine unverzichtbare Voraussetzung der Real-Wissenschaften. Als ontologische Position behauptet der Realismus, dass die Realität eine von unserem Denken unabhängige Struktur besitzt, als erkenntnistheoretische Position besagt er, dass diese reale Struktur zumindest partiell (durch Wahrnehmung und Wissenschaft) erkennbar ist. Diesen „wissenschaftlichen Realismus“ verteidigt Bunge auch gegen die auf Niels Bohr zurückgehende Kopenhagener Deutung der Quantenphysik, der zufolge das subatomare Geschehen von Eingriffen des Beobachters abhängt. Bunge versucht dagegen zu zeigen, dass in den Gleichungen der Quantenmechanik kein Bezug auf Messapparate oder Beobachter vorkommt, sondern dass es sich bei dieser Bezugnahme um verfehlte philosophische Deutungen der Quantenphysik handelt.

## Ontologie

### Substanz-Ontologie
Die grundlegende Kategorie zur Erfassung der Realität sieht Bunge in dem Begriff eines materiellen Objekts (oder konkreten Dinges). Zu materiellen Objekten gehören gewöhnliche wahrnehmbare Gegenstände wie Bäume und Häuser, aber auch Gegenstände, die der unmittelbaren Wahrnehmung entzogen sind, deren Wirkungen  auf andere Dinge jedoch wahrgenommen oder festgestellt werden können. Materielle Objekte dürfen nach Bunge auch nicht einfach mit den Atomen oder materiellen Partikeln der klassischen Physik identifiziert werden. Bunge versucht vielmehr der Entwicklung der modernen Physik, die unter anderem masselose Photonen und nicht eindeutig lokalisierbare Elektronen kennt, gerecht zu werden, indem er Masse und Lokalisierbarkeit nicht mehr zu den wesentlichen Eigenschaften materieller Objekte zählt. Zu den unverzichtbaren Merkmalen materieller Objekte gehören dagegen Veränderbarkeit und Wirksamkeit. Durch diese Eigenschaften unterscheiden sich „Dinge“ von abstrakten Begriffen und Konstrukten, die nach Bunge keine eigene, vom denkenden Subjekt unabhängige Seinsweise haben, sondern „Fiktionen“ im Sinne Hans Vaihingers sind.
Die Kategorie eines materiellen Objekts ist bei Bunge eine präzise, im Grunde materialistische Fassung des traditionellen Begriffs der Substanz. Dies wird deutlich, wenn er „Ding“ und „Eigenschaft“ als korrelative Begriffe herausstellt und betont, dass beide nur in abstracto getrennt werden können. Dies bedeutet, dass es weder eigenschaftslose Dinge (Substrate oder  „Träger“) noch frei schwebende Eigenschaften (ohne materielle Substrate) gibt. Aus dieser Annahme, dass Dinge und Eigenschaften stets zusammen auftreten, ergeben sich wichtige metaphysische Konsequenzen. Zunächst folgt daraus die Unhaltbarkeit metaphysischer Positionen, die, wie z. B. die Prozess-Metaphysik Alfred North Whiteheads, „Prozess“ oder „Ereignis“  als grundlegende metaphysische Kategorien fassen. „Prozess“ und „Ereignis“ sind dagegen nach Bunge keine Basiskategorien, weil sie jeweils den Begriff eines materiellen Objekts bereits voraussetzen. Prozesse und Ereignisse können daher nur als Veränderungen der Zustände materieller Objekte ontologisch angemessen gedacht werden. Aber auch die in der modernen Physik und Naturphilosophie seit Wilhelm Ostwald immer wieder auftauchende Idee, dass „Energie“ eine (oder die) ontologische Basiskategorie ist, weist Bunge als verfehlt zurück, weil Energie zwar eine universale Eigenschaft  materieller Objekte ist, aber eben eine Eigenschaft und keine (selbständige) Substanz. Mit der Fassung eines konkreten materiellen Objekts als metaphysische Basiskategorie vertritt Bunge ausdrücklich eine Substanz-Metaphysik. Obwohl er die Frage, was die letzten materiellen Objekte der Realität sind, den Wissenschaften überlässt, hält er doch an dem alten materialistischen Grundsatz fest, dass Materie nicht aus nichts entsteht und nicht zu nichts vergeht. Ein absolutes Entstehen von Dingen, wie es in bestimmten Versionen der kosmologischen Urknalltheorie angenommen wird, lehnt er damit ab.

### Emergentistischer Materialismus
Die Welt besteht nach Bunge aus materiellen Objekten, doch weist die Welt gleichwohl eine qualitative Vielfalt auf, die sich im Rückgriff auf die Systemtheorie angemessen verstehen lässt. Systeme sind Zusammenfügungen von Elementen zu neuen Einheiten mit eigener Struktur, wobei diese Struktur sich durch das Wechselspiel der Elemente ergibt. Es ist somit die Selbstorganisation der Dinge, die für die Entstehung neuer, höherer Qualitäten in der Welt sorgt und nicht eine lenkende, höhere Macht. Systeme in diesem ontologischen Sinne reichen von Atomen, Molekülen und Zellen bis zu den Planetensystemen und dem Kosmos als Ganzem.
Systeme sind nach Bunge integrierte Ganzheiten. Als solche haben sie zum Teil Eigenschaften, die bereits ihre Elemente haben und die sie von diesem gleichsam erben; neben diesen „resultierenden“ Eigenschaften haben sie aber auch neue Eigenschaften, die ihre Elemente noch nicht haben und die erst aus der Interaktion der Elemente hervorgehen („emergieren“). So hat etwa Wasser neue Eigenschaften, die ein Wassermolekül für sich noch nicht besitzt, und Lebewesen sind zwar auch physikalische Dinge, doch haben sie neben physikalischen noch „supraphysikalische Eigenschaften“. Auf diesen emergenten Eigenschaften von Systemen beruht nach Bunge die Vielfalt und der Stufen- oder Schichtcharakter der Realität.
Als Hauptebenen (oder Integrationsstufen) der Realität unterscheidet Bunge vier (manchmal auch mehr) Stufen, nämlich Physikosysteme, Chemosysteme, Biosysteme und Soziosysteme.  Die Emergenz neuer, höherer Systemebenen in der Evolution des Kosmos und des Lebens ist nach Bunge eine Tatsache, gleichgültig wie weit sie sich erklären und voraussagen lässt. Ontologisch entscheidend ist dabei, dass die tieferen Systemebenen, wie Materialisten seit jeher gegen Spiritualismus und Dualismus behauptet haben,  die Seinsfundamente der höheren Ebene bilden, doch haben die höheren Ebenen, wie Kritiker des reduktiven und physikalistischen Materialismus immer wieder betont haben, auch neue, emergente Eigenschaften und Gesetze. Dieses Konzept eines „emergentistischen Materialismus“ hat eine gewisse Ähnlichkeit mit Nicolai Hartmanns Schichtenlehre, die Bunge durchaus gesehen und anerkannt hat.
Der emergentistische Materialismus enthält auch Bunges Stellungnahme zur Philosophie des Geistes. Einerseits ist der traditionelle Leib-Seele-Dualismus unhaltbar, da er den Systemcharakter der höheren Schichten verkennt und die emergente Eigenschaft des Bewusstseins fälschlich substantialisiert.  Außerdem ist der Dualismus mit moderner Wissenschaft unvereinbar, weil die Annahme eines immateriellen Geistes, der auf den Körper einwirkt, nicht in das Konzept der Evolution der materiellen Welt passt und darüber hinaus mit dem physikalischen Grundsatz der Erhaltung der Energie unverträglich ist. Dass Geist eine emergente Eigenschaft des Gehirns ist, bedeutet nach Bunge jedoch nicht, dass mentale auf physikalische Eigenschaften reduziert werden können. Körperliche und geistige Prozesse werden nicht nur als verschieden erfahren, sondern stellen auch ontologisch verschiedene Eigenschaften dar – wenngleich sie als mentale Eigenschaften doch Eigenschaften des materiellen Organs Gehirn sind und bleiben. Dieser Tatbestand ist nach Bunge so zu deuten, dass mentale Prozesse die Innenaspekte physiologischer Prozesse sind. Bewusstseinsprozesse sind also mit bestimmten Gehirnprozessen „identisch“. Bunges emergentistischer Materialismus verbindet somit einen „psychoneuralen“ Substanz-Monismus mit einem Pluralismus von Eigenschaften.

### Kausalität, Determination, Freiheit
Ein Anliegen, das Bunge bereits in frühen Jahren als Physiker und Philosoph der Naturwissenschaften verfolgt hat, war die Rehabilitierung der Kausalität als ontologische Kategorie. Damit wendet er sich gegen erkenntnistheoretische und methodologische Verkürzungen des Kausalbegriffs, wie sie bei Hume und Kant, aber auch im logischen Empirismus zu finden sind. „Verursachung“ ist nach Bunge weder eine auf die „Erscheinungen“ restringierte Kategorie, noch lässt sich der Inhalt dieses Begriffs auf bloße Voraussagbarkeit reduzieren. Der Begriff der Ursache enthält vielmehr die ontologische Behauptung, dass ein Ereignis verursacht ist, wenn es durch ein anderes Ereignis auf gesetzmäßige Weise hervorgebracht wird.
Neben der Kausalität gibt es nach Bunge auch andere Formen von Determination. So gibt es etwa Gesetze wie Einsteins Gleichung E=mc², die keine Ereignisfolge beschreibt, sondern eine gesetzmäßige Verknüpfung zwischen mehreren Größen ausdrückt. Sodann gibt es auch akausale Vorgänge wie den atomaren Zerfall, der durch probabilistische oder Wahrscheinlichkeitsgesetze beschrieben wird. Bunge legt Wert auf die Feststellung, dass durch die Quantenphysik zwar das Kausalprinzip, aber nicht das Determinismusprinzip verletzt wird. Unter dem Begriff der Determination lassen sich nach seiner Ansicht neben Kausalgesetzen auch Wahrscheinlichkeitsgesetze fassen, da letztere keineswegs völlig willkürlich und gesetzlos erfolgen. Bunge fasst den Begriff der Determination also in einem weiteren Sinne, sodass er neben strikter kausaler auch probabilistische Determination umfasst. Das Determinismusprinzip in dieser weiteren Fassung genügt nach Bunge jedoch, um Magie und Wunder als unwissenschaftlich auszuschließen.
In seiner Stellungnahme zum Problem der Willensfreiheit schließt Bunge sich der auf Hume zurückgehenden Auffassung von Handlungsfreiheit als ausreichender Basis von Moralität an. Frei ist danach menschliches Handeln, wenn es absichtlich und ohne (äußeren) Zwang erfolgt, wenn der Mensch also tun kann, was er will. Ein solches Handeln ist damit jedoch nicht akausal, sondern folgt aus dem Charakter des Menschen und den Motiven der gegebenen Situation und ist im Prinzip damit sogar voraussagbar. Der Begriff der Willensfreiheit enthält dagegen nach Bunge die verfehlte Vorstellung, als könne der Mensch sich in seinen Entscheidungen gleichsam über seinen Charakter erheben. Der Begriff der Willensfreiheit läuft daher für ihn auf die inkonsistente Idee eines persönlichkeitsunabhängigen Wollens hinaus. Der Begriff der Handlungsfreiheit ist demgegenüber nicht nur ontologisch sinnvoll, sondern auch moralisch ausreichend, weil ein durch Erziehung und Belehrung beeinflussbares Handeln auch Raum für moralische Normierung und Beurteilung lässt. Poppers Versuch, Willensfreiheit auf der Basis des Indeterminismus der Quantenphysik zu gewährleisten, lehnt Bunge entschieden ab.

## Wirkung
Bunges Schriften haben in den Diskussionen der Analytischen Philosophie der Gegenwart eine eher marginale Bedeutung. Deutlicher erkennbar ist sein Einfluss dagegen bei philosophierenden Wissenschaftlern und wissenschaftlich orientierten Philosophen. In Deutschland sind es etwa Gerhard Vollmer und Bernulf Kanitscheider, die von Bunge wichtige Anregungen erfahren haben.
Eine Besonderheit: Einer von Bunges ersten amerikanischen Doktoranden war der spätere Autor Chaim Potok; in Potoks erster Novelle – The Chosen – tritt, in Kapitel 13, kurz ein Universitäts-Professor namens Abraham Flesser auf, dessen Ideen eine starke Ähnlichkeit zu denen von Professor Bunge haben.

## Werke
- Causality: The Place of the Causal Principle in Modern Science. Harvard University Press, Cambridge Mass. 1959. (deutsch: Kausalität, Geschichte und Probleme. Tübingen 1987)
- Metascientific Queries. Charles Thomas, Springfield, Illinois 1959.
- Intuition and Science. Prentice Hall, Englewodd Cliffs, N.J. 1962.
- The Myth of Simplicity. Prentice Hall, Englewodd Cliffs, N.J. 1963.
- Scientific Research I: The Search for System. Springer-Verlag, Berlin / Heidelberg / New York 1967. (reissued and revised as Philosophy of Science. Vol. 1: From Problem to Theory. Transactions Publishers, New Brunswick, N.J. 1998)
- Scientific Research II: The Search for Truth. Springer-Verlag Berlin / Heidelberg / New York 1967. (reissued and revised 1998 as Philosophy of Science. Vol. 2: From Explanation to Justification. Transactions Publishers, New Brunswick, N.J. 1967)
- Foundation of Physics. Springer-Verlag, Berlin / Heidelberg / New York 1967.
- Method, Model and Matter. Reidel, Dordrecht 1973.
- Philosophy of Physics. Reidel, Dordrecht 1973.
- Treatise on Basic Philosophy. Vol. 1: Semantics I: Sense and Reference. Reidel, Dordrecht 1974.
- Treatise on Basic Philosophy. Vol. 2: Semantics II: Interpretation and Truth. Reidel, Dordrecht 1974.
- Treatise on Basic Philosophy. Vol. 3: Ontology I: The Furniture of the World. Reidel, Dordrecht 1977.
- Treatise on Basic Philosophy. Vol. 4: Ontology II: A World of Systems. Reidel, Dordrecht 1979.
- Epistemoliga. Editorial Ariel S.A., Barcelona 1980. (deutsch: Epistemologie. Aktuelle Fragen der Wissenschaftstheorie. Mannheim 1983)
- The Mind-Body-Problem. Pergamon Press, Oxford 1980. (deutsch: Das Leib-Seele-Problem. Tübingen 1984)
- Scientific Materialism. Reidel, Dordrecht 1981.
- Treatise on Basic Philosophy. Vol. 5: Epistemology and Methodology I: Exploring the World.  Reidel, Dordrecht 1983.
- Treatise on Basic Philosophy. Vol. 6: Epistemology and Methodology II: Understanding the World. Reidel, Dordrecht 1983.
- Treatise on Basic Philosophy. Vol. 7, Part I: Philosophy of Science and Technology: Formal and Physical Sciences. Reidel, Dordrecht 1985.
- Treatise on Basic Philosophy. Vol. 7, Part II: Philosophy of Science and Technology: Life Science, Social Science and Technology. Reidel, Dordrecht 1985.
- mit Ruben Ardila: Philosophy of Psychology. Springer-Verlag, Berlin / Heidelberg / New York 1987. (deutsch: Philosophie der Psychologie. Tübingen 1990)
- Treatise on Basic Philosophy, Vol. 8: Ethics: The Good and the Right. Reidel, Dordrecht 1989.
- Finding Philosophy in Social Science. Yale University Press, 1996.
- mit Martin Mahner: The Foundations of Biophilosophy. Springer-Verlag, Berlin / Heidelberg / New York 1997. (deutsch: Philosophische Grundlagen der Biologie. Springer-Verlag, Berlin/Heidelberg 2000)
- Social Science under Debate. University of Toronto Press, Toronto 1998.
- Dictionary of Philosophy. Prometheus Books, 1998.
- Philosophy in Crisis. Prometheus Books, 2001.
- Philosophical Dictionary. Prometheus Books, New York 2003.
- Emergence and Convergence: Qualitative Novelty and the Unity of Knowledge. University of Toronto Press, Toronto 2003.
- mit Martin Mahner: Über die Natur der Dinge. Hirzel, Stuttgart 2004, ISBN 3-7776-1321-5.
- Chasing Reality: Strife over Realism. University of Toronto Press, Toronto 2006.
- Political Philosophy. Fact, Fiction, and Vision. Transaction, New Brunswick, NJ / London 2009.
- Matter and Mind. Springer, Dordrecht / Heidelberg / London / New York 2010.
- Evaluating philosophies. Springer, Dordrecht / Heidelberg / London / New York 2012.
- Medical Philosophy: Conceptual Issues in Medicine. World Science Publishing, Singapore 2013.
- Memorias: entre dos mundos. Editorial Gedisa, Barcelona 2014.
- Between two Worlds – Memoirs of a Philosopher-Scientist. Springer, Cham 2016, ISBN 978-3-319-29250-2.
- Doing Science in the Light of Philosophy. Singapore: World Scientific Publishing, 2017.
- From a Scientific Point of View. Cambridge Scholars Publications, Newcastle, UK., 2018.